# Andreas Eder von Kainbach
Andreas Eder von Kainbach (* 1576 in Stainz; † 20. Dezember 1652 in Kainbach bei Graz) war Hofkammervizepräsident, Hofpfennigmeister und Begründer des Adelsgeschlechts von Kainbach.

## Familie
Andreas Eder hatte vier Brüder; Thomas und Paul Johann und Stephan Eder. Seine Neffen waren Leopold Ignatius und Johann Adam Freiherr von Kainbach, beides Freiherren von Kainbach und Thomas Eders Söhne.
Andreas Eder heiratete am 18. März 1601 Anna Elisabeth Hebenstreit, die Tochter eines Richters.

## Aufstieg und Karriere
Andreas Eder trat 1597 in den Dienst von Erzherzog Ferdinand II. ein.
Im September 1598 reiste er als Begleitung für die Erzherzogin Margarete von Österreich nach Spanien. Bei dieser Reise und zwei weiteren im August und September 1599  nach Graz und Krakau war Andreas Eder für die Finanzen zuständig.
Nach der Rückkehr aus Polen war seine nächste Aufgabe die Ausrichtung der Hochzeitsfeierlichkeiten von Erzherzog Ferdinand mit Maria Anna von Bayern im April 1600, im November wurde Eder als Raitdiener (Rechendiener) eingestellt.
Andreas Eders Karriere war eng mit jener von Hans Ulrich von Eggenberg verbunden. Im Dezember 1602 wurde Eder zum Verwalter des Hofbuchhalteramts, im Mai 1604 zum Hofpfennigmeister. Dies bedeutete die Überprüfung der Finanzgebarung, Bezahlung des Hofgesindes und der Beamten, sowie der Apanagen für die Mitglieder der landesfürstlichen Familie. In diesem Jahr erhielten er und seine Brüder ein Wappen verliehen, 1606 wurde Andreas Eder nobilitiert.
1615 kam es zum Krieg zwischen Innerösterreich und der Republik Venedig. Diese Zusatzbelastung beanspruchte Andreas Eder so stark, dass er um seine Entlassung als Hofpfennigmeister und um die Beförderung zum Kammerrat bat. Dies wurde gewährt und auf seine Empfehlung wurde sein Schwager Christoph Kirchpichler sein Nachfolger, dies ermöglichte ihm weiteren Einfluss. Durch geglückte Reformen beim Innerberger Eisenwesen und der Landesverwaltung wurde er zum Hofkammerrat ernannt.
Nach der Wahl Erzherzog Ferdinands zum Kaiser des Heiligen Römischen Reiches, blieb Andreas Eder in Graz. 1620 wurde der Adelsstand von Andreas und seinen Brüdern Thomas und Paul bestätigt. Seither nannte er sich Andreas Eder zu Kainbach nach seiner dortigen Herrschaft. 1625 wurde Hans Ulrich Fürst Eggenberg zum bevollmächtigten Statthalter von Innerösterreich ernannt, ein Jahr später wird Eder bereits an der zweiten Stelle der sechs Hofkammerräte genannt. 1628 verstarb die Frau Andreas Eders und wurde in St. Leonhard beigesetzt.
1631 heiratete Kaiser Ferdinand III. die spanische Infantin Maria Anna von Spanien. Andreas Eder wurde mit finanziellen Abwicklung der Reise der Infantin beauftragt. Im September 1632 wurde er Vertreter des erkrankten Hofkammerpräsidenten, 1634 starb der Statthalter Hans Ulrich Fürst Eggenberg und Andreas Eder wurde zum steirischen Landesvizedom ernannt. Um der Ämterkumulation der Gebrüder wurde Sigismund Ludwig Graf Dietrichstein 1636 zum Hofkammerpräsidenten ernannt.
1637 starb Kaiser Ferdinand II., sein Sohn Kaiser Ferdinand III. war mit der Familie Eder von Kainbach nicht mehr so eng verbunden wie sein Vater. Andreas Eder blieb jedoch Hofkammervizepräsident.
1639 bat Andreas Eder mit 63 Jahren um seine Entlassung aus dem Landesdienst, blieb jedoch Vizepräsident der Hofkammer, erst Ende 1646 trat er als Landesvizedom zurück. Auch als Holzhofmeister blieb er aktiv. Erst 1650 legte er das Amt des Vizepräsidenten der Hofkammer zurück. Andreas Eder verstarb am 20. Dezember 1652 und wurde neben seiner Frau Elisabeth bestattet. Das Grabmal ist bis heute erhalten und befindet sich an der südlichen Außenmauer der Kirche.

## Herrschaftserwerb
Bereits um 1600 als Raitdiener begann Andreas Eder mit dem Ankauf von Grundstücken im Bereich Kainbach bei Graz. 1614 wurden diese Besitzungen durch Erzherzog Ferdinand von allen Abgaben befreit. 1620 kaufte er die Ämter Milchgraben, Neudorf, Kainbach und Ragnitz mit allen Rechten.
1621 errichteten Thomas und Andreas Eder das Schloss Kainbach und wohnten in selbigen. Im Südwesten von Graz besaß Andre Eder einen Meierhof, 1622 erwarb er die beiden Ämter Ober- und Unterzeiring. Sein Schwager Christoph Kirchpichler die Herrschaft Rothenturm und bekam das Amt St. Peter ob Judenburg geschenkt. Nach dessen Tod übernahm Andreas Eder von seiner Schwester Eva die Herrschaft. Er bekam in seiner Karriere als Beamter zahlreiche Vergünstigungen wie Gratislieferungen von Blei, Holz und Eisen, und jährliche Deputate von Wildbret, Salz und
anderem mehr.